# Лисенко Софія Кононівна
Софія Кононівна Ли́сенко (нар. 1865, Санкт-Петербург — пом. 10 листопада 1946, Баку) — російська і українська співачка (сопрано) і педагог. Двоюрідна сестра Миколи Лисенка.

## Біографія
Народилася у 1865 році в Санкт-Петербурзі. Співу навчалася у Камілло Еверарді в Санкт-Петербурзі, удосконалювала вокал в Італії у Франческо Ламперті, Ґалетті та Дж. Ранконі.
Дебютувала у 1887 році на сцені Маріїнського театру у Санкт-Петербурзі. Упродовж 1887–1891 років виступала на оперних сценах Мілана, Венеції; у 1891–1893 роках була солісткою Харківського оперного театру. Співала також на оперних сценах Москви, Києва, Баку.
З 1912 року викладала у Музичній школі М. Данемана у Санкт-Петербурзі, у 1925–1938 роках — у Бакинському музичному училищі, у 1938–1946 роках — професор Бакинської консерваторії. Серед учнів — Марія Титаренко. Померла в Баку 10 листопада 1946 року.

## Творчість
Виконала партії:
- Тамара («Демон» Антона Рубінштейна);
- Антоніда («Життя за царя» Михайла Глінки);
- Віолетта, Джільда («Травіата», «Ріголетто» Джузеппе Верді);
- Мікаела («Кармен» Жоржа Бізе);
- Марґарита («Фауст» Шарля Ґуно);
- Розіна («Севільський цирульник» Джоаккіно Россіні);
- Дінора («Дінора» Джакомо Меєрбера);
- Лючія («Лючія ді Ламмермур» Гаетано Доніцетті).

Відома також як камерна співачка (співала соло в 9-й симфонії Людвіга ван Бетховена та інше).